# Harold Bloom
Harold Bloom (11. července 1930 New York – 14. října 2019 New Haven) byl americký literární teoretik, profesor Yaleovy univerzity. Analyzoval romantickou a modernistickou poezii, zvláště Percy Bysshe Shelleye, Williama Butlera Yeatse a Wallace Stevense. Největší ohlas však měla jeho práce The Anxiety of Influence z roku 1973 (česky 2016), kde se věnoval otázce ovlivnění v literatuře a v dějinách myšlení, zejména ho zajímaly inspirační zdroje Ralpha Waldo Emersona či Sigmunda Freuda (vztah ke gnózi, kabale apod.). Později se věnoval zejména náboženské literatuře, včetně analýz bible, v zásadě z pozic ortodoxního judaismu, jejž vyznává (zejm. The American Religion). Bestsellerem se stala kniha The Western Canon (1994, česky 2000), kde definoval "kánon západní civilizace", který dle něj tvoří 26 klíčových autorů (William Shakespeare, Dante Alighieri, Geoffrey Chaucer, Miguel de Cervantes, Michel de Montaigne, Molière, John Milton, Samuel Johnson, Johann Wolfgang Goethe, William Wordsworth, Jane Austenová, Walt Whitman, Emily Dickinsonová, Charles Dickens, George Eliot, Lev Nikolajevič Tolstoj, Henrik Ibsen, Sigmund Freud, Marcel Proust, James Joyce, Virginia Woolfová, Franz Kafka, Jorge Luis Borges, Pablo Neruda, Fernando Pessoa a Samuel Beckett).